# Ramiro Benetti
Ramiro Benetti (Gramado, 22 maggio 1993) è un calciatore brasiliano, centrocampista del FC Dallas.

## Caratteristiche tecniche
Mediano, può essere schierato come interno di centrocampo o come terzino destro.

## Carriera
Ramiro comincia la carriera da professionista tra le file dello Juventude, club con il quale ha fatto quasi tutta la trafila delle giovanili.
Il 13 febbraio 2011 debutta professionisticamente contro il Lajeandense, match valido per il Campionato Gaúcho.
Il 30 marzo segna la prima rete in carriera contro il Grêmio.
Nel dicembre dello stesso anno passa al Grêmio.
Il 1º giugno 2013 esordisce in Série A contro il Santos.

## Statistiche

### Presenze e reti nei club
Statistiche aggiornate al 12 dicembre 2017.
| Stagione        | Squadra         | Campionato      | Campionato | Campionato | Coppe nazionali | Coppe nazionali | Coppe nazionali | Coppe continentali | Coppe continentali | Coppe continentali | Altre coppe | Altre coppe | Altre coppe | Totale | Totale |
| Stagione        | Squadra         | Comp            | Pres       | Reti       | Comp            | Pres            | Reti            | Comp               | Pres               | Reti               | Comp        | Pres        | Reti        | Pres   | Reti   |
| --------------- | --------------- | --------------- | ---------- | ---------- | --------------- | --------------- | --------------- | ------------------ | ------------------ | ------------------ | ----------- | ----------- | ----------- | ------ | ------ |
| 2013            | Gremio          | A1/SP+A         | 5+29       | 0+1        | CB              | 6               | 0               |                    | -                  | -                  |             | -           | -           | 40     | 1      |
| 2014            | Gremio          | A1/SP+A         | 13+33      | 0+2        | CB              | 1               | 0               | CL                 | 7                  | 1                  | -           | -           | -           | 54     | 3      |
| 2015            | Gremio          | A1/SP+A         | 7+5        | 1+0        | CB              | 1               | 0               |                    | -                  | -                  |             | -           | -           | 13     | 1      |
| 2016            | Gremio          | A1/SP+A         | 5+23       | 0+1        | CB              | 7               | 1               | CL                 | 4                  | 1                  | -           | -           | -           | 39     | 3      |
| 2017            | Gremio          | A1/SP+A         | 14+26      | 4+6        | CB              | 6               | 0               | CL                 | 12                 | 1                  | Cmc         | 1           | 0           | 59     | 11     |
| Totale Grêmio   | Totale Grêmio   | Totale Grêmio   | 111        | 10         |                 | 21              | 1               |                    | 23                 | 3                  |             | 1           | 0           | 156    | 14     |
| Totale carriera | Totale carriera | Totale carriera | 111        | 10         |                 | 24              | 1               |                    | 23                 | 3                  |             | 1           | 0           | 159    | 14     |

## Palmarès

### Club

#### Competizioni nazionali
- Coppa del Brasile: 1

Grêmio: 2016

#### Competizioni internazionali
- Coppa Libertadores: 1

Grêmio: 2017

#### Competizioni statali
- Campionato Gaúcho: 1

Grêmio: 2018